# 马库斯 (西罗马)
马库斯（死于406年）是罗马帝国的争位者，于406年在不列颠尼亚被拥立为皇帝。同年晚些时候他在一场兵变中被杀。

## 生平
马库斯是罗马不列颠尼亚军队的一员，在406年的某个时间（可能是夏季）被当地驻军拥立为皇帝。 他可能是不列颠尼亚的军队长官之一（不列颠尼亚随从官、撒克逊海岸随从官或不列颠尼亚都督），他的上位可能是帝国在面对蛮族入侵与劫掠时不断退却时边疆省份如不列颠为自卫而产生的反应。
虽然史学家约翰·巴格内尔·伯里推测406年不列颠军团的叛乱主要目标是斯提里科——皇帝霍诺留的军队统领，但古代史料（来自底比斯的奥林匹奥多鲁斯、佐西姆斯与保卢斯·奥罗修斯）通常会把这次叛乱与蛮族对高卢和意大利的入侵联系起来，尤其是汪达尔人与阿兰人跨过莱茵防线——据阿基坦的圣普罗斯珀记载是406年12月31日。 现代史学家争论的焦点在与于这一事件是否是叛乱的导火索上。N. H. Baynes 与M. Kulikowski 等史学家认为叛乱是由跨越莱茵直接引发，因此跨越莱茵的时间应为405年12月31日。但其他人如F. Paschoud 与Anthony Birley 认为普洛斯珀的日期是准确的，是从意大利进入高卢的野蛮人引发了叛乱。这些蛮族可能是405或406年入侵意大利的拉达盖苏斯军队的一部分。
无论是什么引发了叛乱，关于马库斯的短暂统治我们只知道他未能安抚好军队，所以很快被杀，取而代之的是另一个短暂在位的争位者格拉提安。 马库斯约在406年10月被杀， 下一任皇帝格拉提安也在407年出被军队杀死，替代者是君士坦丁三世。
在蒙茅斯的杰弗里的传奇故事《不列颠诸王史》中记述格雷素内斯·米律舍斯获得了前不列颠之王狄奥诺图斯的王位； 这些角色可能是基于史实的格拉提安与马库斯。

### 首要来源
- Zosimus, "Historia Nova", Book 6 Historia Nova （页面存档备份，存于）

### 次要来源
- Birley, Anthony R., The Roman Government of Britain, Oxford University Press, 2005, ISBN 0-19-925237-8
- Jones, Arnold Hugh Martin, John Robert Martindale, John Morris, The Prosopography of the Later Roman Empire, volume 2, Cambridge University Press, 1992, ISBN 0-521-20159-4
- Bury, J. B., A History of the Later Roman Empire from Arcadius to Irene, Vol. I (1889)